# 聖安德烈 (奧地利)

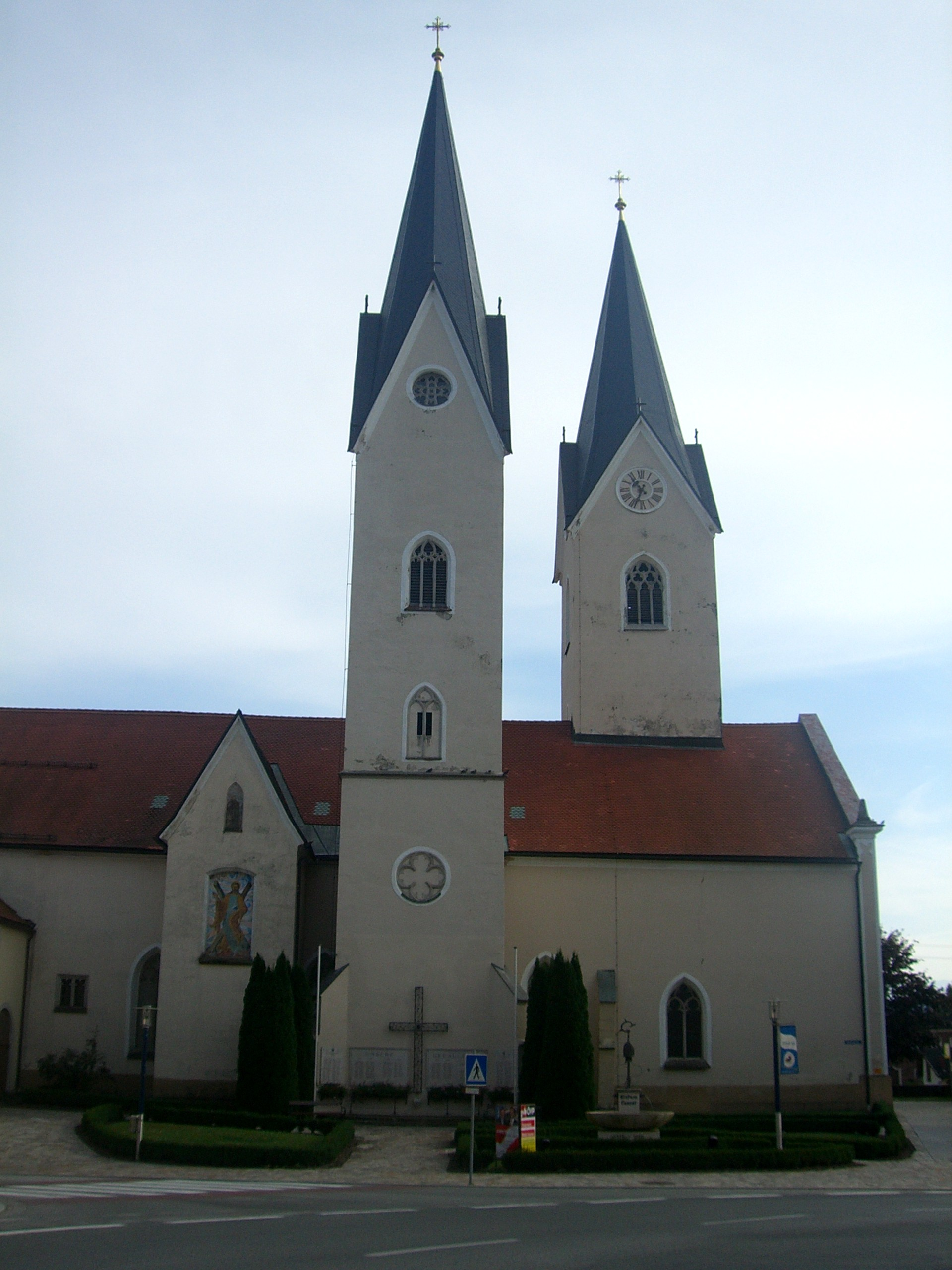

聖安德烈是奧地利的城鎮，位於該國東南部，由克恩頓州負責管轄，面積113.5平方公里，海拔高度446米，2012年人口10,250，其中九成居民信奉羅馬天主教。

## 外部連結
- Pictures of St. Andrä